# Isabel Antónovna de Brunswick
Isabel Antónovna de Brunswick (1743 - Horsens, Dinamarca; 1782), hija del príncipe Antonio Ulrico de Brunswick-Wolfenbuttel y de la princesa y Gran Duquesa Ana Leopóldovna de Mecklenburg-Schwerin. Hermana del zar Iván VI de Rusia.

## Primeros años
Nació en el año 1743, después de la disposición y encarcelación de su hermano Iván VI y de su familia, por la emperatriz Isabel I de Rusia. 

## Encarcelamiento
Un golpe de Estado provocó la deposición de su hermano Iván VI, y llevó al trono a Isabel I, hija de Pedro I, el 6 de diciembre de 1741. Isabel y su familia fueron encarcelados en la fortaleza de Dunamunde (actualmente en Riga) el 13 de diciembre, después de una previa detención en Riga, donde la nueva Emperatriz había decidido primero enviarlos a Brunswick.
Al igual que sus hermanos, estaba enferma y sufrió de mala salud durante gran parte de su vida. Su hermana Catalina, además, se volvió sorda después de sufrir una caída durante el caos del golpe de la emperatriz Isabel.

## Liberación
Ella y sus tres hermanos sobrevivientes fueron puestos en libertad bajo la custodia de su tía, la reina viuda Juliana María de Brunswick-Wolfenbüttel, el 30 de junio de 1780, y se establecieron en Jutlandia. Allí vivieron bajo arresto domiciliario en Horsens por el resto de su vida bajo la tutela de Juliana y a expensas de su hermana Catalina. A pesar de que eran prisioneros, vivieron en relativa comodidad y retenían una pequeña "corte" de entre 40 y 50 personas, todas de Dinamarca.

## Ascendencia
| Isabel Antónovna de Brunswick | Padre: Antonio Ulrico de Brunswick-Wolfenbuttel | Abuelo paterno: Fernando Alberto II de Brunswick-Wolfenbüttel | Bisabuelo paterno: Fernando Alberto I, duque de Brunswick-Lüneburg |
| Isabel Antónovna de Brunswick | Padre: Antonio Ulrico de Brunswick-Wolfenbuttel | Abuelo paterno: Fernando Alberto II de Brunswick-Wolfenbüttel | Bisabuela paterna: Cristina de Hesse-Eschwege                      |
| Isabel Antónovna de Brunswick | Padre: Antonio Ulrico de Brunswick-Wolfenbuttel | Abuela paterna: Antonieta Amalia de Brunswick-Wolfenbüttel    | Bisabuelo paterno: Luis Rodolfo de Brunswick-Luneburgo             |
| Isabel Antónovna de Brunswick | Padre: Antonio Ulrico de Brunswick-Wolfenbuttel | Abuela paterna: Antonieta Amalia de Brunswick-Wolfenbüttel    | Bisabuela paterna: Cristina Luisa de Oettingen-Oettingen           |
| Isabel Antónovna de Brunswick | Madre: Ana Leopóldovna de Mecklenburg-Schwerin  | Abuelo materno: Carlos Leopoldo de Mecklemburgo-Schwerin      | Bisabuelo materno: Federico de Mecklemburgo-Grabow,                |
| Isabel Antónovna de Brunswick | Madre: Ana Leopóldovna de Mecklenburg-Schwerin  | Abuelo materno: Carlos Leopoldo de Mecklemburgo-Schwerin      | Bisabuela materna: Cristina de Hesse-Homburg                       |
| Isabel Antónovna de Brunswick | Madre: Ana Leopóldovna de Mecklenburg-Schwerin  | Abuela materna: Catalina Ivanovna de Rusia                    | Bisabuelo materno: Iván V de Rusia                                 |
| Isabel Antónovna de Brunswick | Madre: Ana Leopóldovna de Mecklenburg-Schwerin  | Abuela materna: Catalina Ivanovna de Rusia                    | Bisabuela materna: Praskovia Saltykova                             |